# Jacob Levy
Jacob Levy, född den 19 maj 1819 i Dobrzyca, provinsen Posen, död den 27 februari 1892 i Breslau, var en tysk filolog av judisk börd.
Levy, som var professor i Breslau, utgav ordböckerna Chaldäisches Wörterbuch über die Targumim (2 band, 1867–1868) och Neuhebräisches und chaldäisches Wörterbuch über die Talmudim und Midraschim (4 band, 1876 ff.). 